# Magazine (Arkansas)
Magazine – miasto w Stanach Zjednoczonych, w stanie Arkansas, w hrabstwie Logan.